# St. Andreas (Demling)

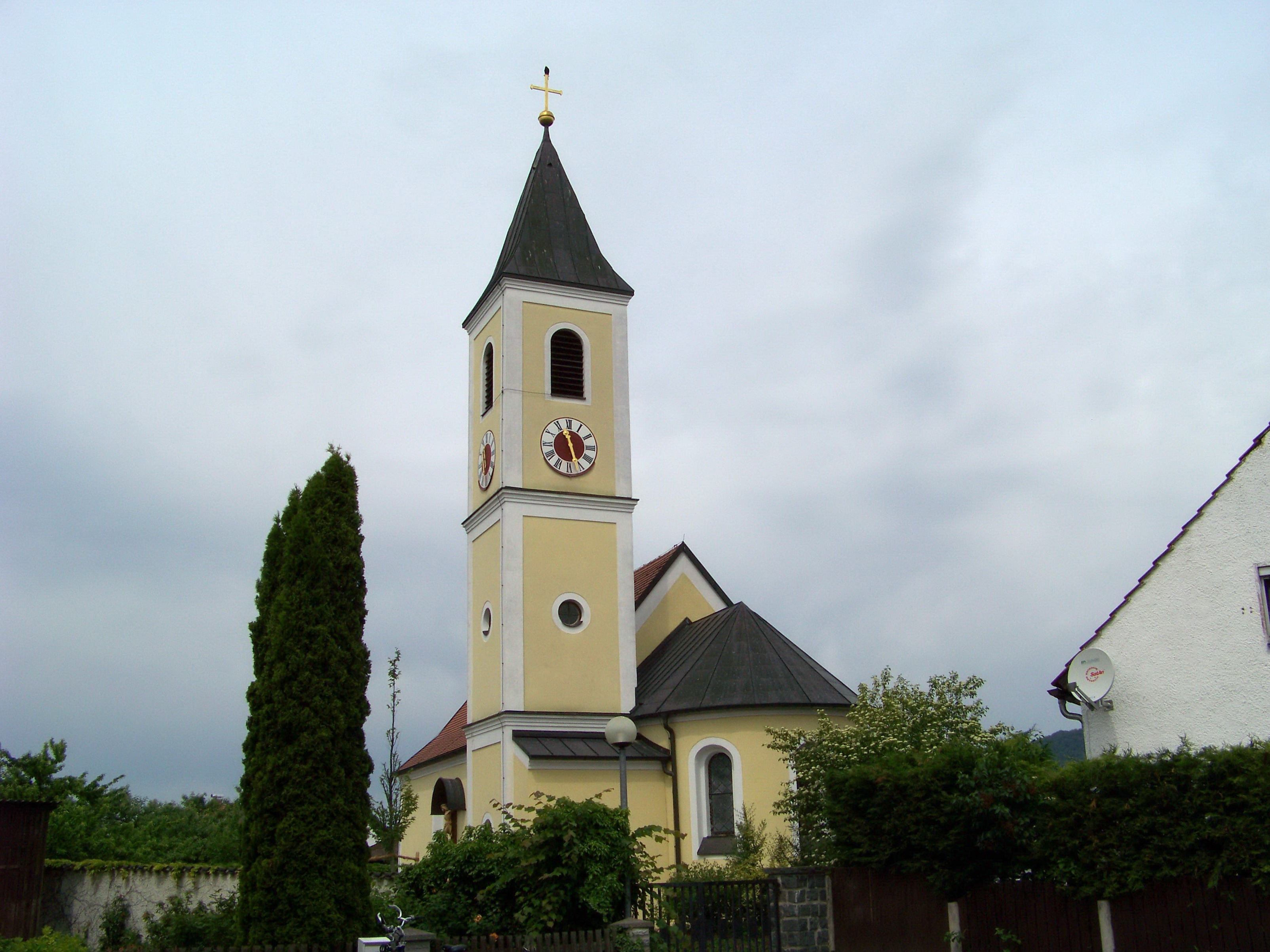
St. Andreas (Demling)

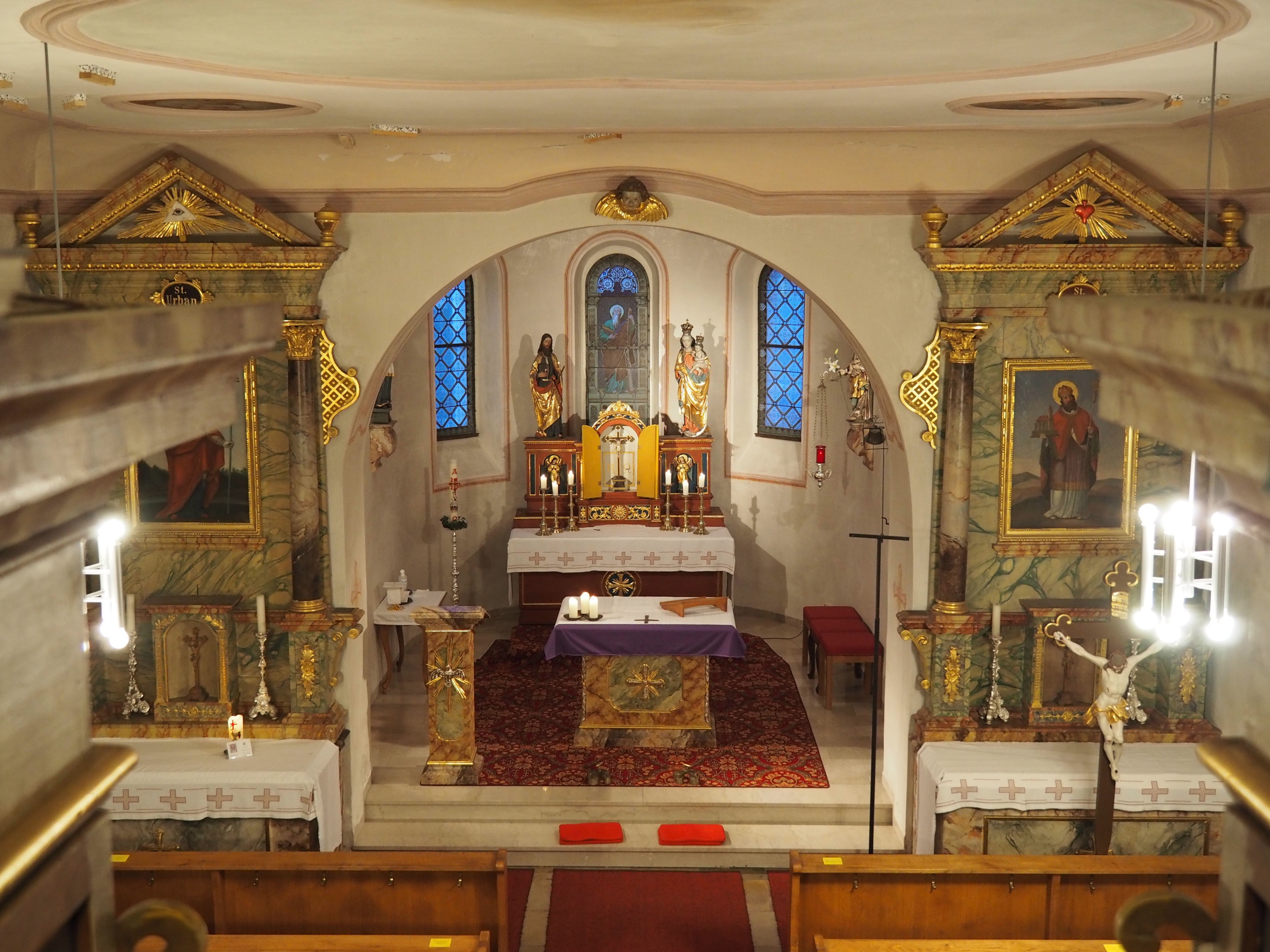
Innenraum (2023)

Die römisch-katholische, denkmalgeschützte Filialkirche St. Andreas steht im Kirchdorf Demling der Gemeinde Bach an der Donau im Landkreis Regensburg der Oberpfalz. Sie gehört zum Bistum Regensburg. Das Bauwerk ist unter der Denkmalnummer D-3-75-116-8 als Baudenkmal in die Bayerische Denkmalliste eingetragen.

## Beschreibung
Die Saalkirche wurde im 17. Jahrhundert erbaut. Sie besteht aus einem Langhaus, das mit einem Satteldach bedeckt ist, einem eingezogenen, halbrund geschlossenen Chor im Osten und einem quadratischen Chorflankenturm an seiner Südwand, dessen oberstes Geschoss die Turmuhr und den Glockenstuhl beherbergt, und der mit einem Pyramidendach bedeckt ist. 
Der Innenraum des Langhauses ist mit einer Flachdecke überspannt. Zur Kirchenausstattung gehören ein historistischer Hochaltar, klassizistische Seitenaltäre und eine Kanzel aus der Zeit des Rokoko. Auf einem um 1500 entstandenen Relief ist der heilige Andreas abgebildet. Die Orgel wurde 1841 von Johann Heinssen gebaut.